# Show runner
Show runner (alternativt showrunner eller show-runner) är en term som används i den amerikanska TV-industrin, och som betyder att en person är ansvarig för den dagliga verksamheten för en TV-serie, alltså den som leder arbetet med programmet. Termen används ibland även om yrkesroller i andra länders TV-industrier.

## Definition
Variety definierar det som exekutiv producent. De facto kan dock showrunnern vara någon helt annan. Bloggen (och boken) Crafty Screenwriting definierar showrunner som "personen som ansvarar för ett programs alla kreativa aspekter, och som står som ansvarig inför TV-bolaget (och produktionsbolaget, om det inte är hans/hennes eget produktionsbolag). Chefen. Oftast en författare."
Kolumnisten Scott Collins på Los Angeles Times beskriver en show runner som "bindestreck," en underlig korsning mellan blåögda artister och tuffa driftiga managers. De är inte bara författare; de är inte bara producenter. De anställer och avskedar författare och studioanställda, utvecklar handlingen, skriver manuskript, delar ut roller, ser till att budgeten hålls och sköter kontakten med studio- och bolagscheferna.
Vanligtvis är showrunnern programmets skapare eller medskapare, men så är det inte alltid. I långkörare får skaparen oftast nya arbetsuppgifter efter en tid, och ansvaret för verksamheten tas istället över av andra författare eller författarteam. Cityakuten, The Simpsons, The West Wing och På spaning i New York är alla exempel på långkörare som har haft många showrunners.

## Kända showrunners
- William J. Bell
- Donald P. Bellisario
- Brannon Braga
- David Chase
- Marc Cherry
- David X. Cohen
- Carlton Cuse
- Russell T. Davies
- Tina Fey
- Vince Gilligan
- Leonard Goldberg
- Howard Gordon
- Mitch Hurwitz
- Al Jean
- David E. Kelley
- Lynn Marie Latham
- Damon Lindelof
- Seth MacFarlane
- Agnes Nixon
- Shonda Rhimes
- Mark Schwahn
- Josh Schwartz
- David Simon
- Aaron Sorkin
- Aaron Spelling
- J. Michael Straczynski
- John Wells
- Joss Whedon
- Dick Wolf
- Lydia Woodward